# Solanum setosissimum
Solanum setosissimum là loài thực vật có hoa trong họ Cà. Loài này được Bitter ex L.A. Mentz & M. Nee mô tả khoa học đầu tiên năm 2003.